# II. třída okresu Plzeň-jih
 II. třída okresu Plzeň-jih (okresní přebor II. třídy) tvoří s ostatními skupinami II. třídy osmou nejvyšší fotbalovou soutěž v České republice. Hraje se každý rok od léta do jara se zimní přestávkou. Na konci ročníku nejlepší dva týmy postupují do I. B třídy Plzeňského kraje (do skupiny B) a dva nejhorší týmy sestoupí do III. třídy okresu Plzeň-jih.

## Vítězové
| Ročník  | Vítězný tým             |
| ------- | ----------------------- |
| 2004/05 | TJ Záhoří               |
| 2005/06 | TJ Předenice            |
| 2006/07 | TJ Klášter              |
| 2007/08 | TJ Dobřany              |
| 2008/09 | TJ Sokol Žinkovy        |
| 2009/10 | TJ Starý Smolivec       |
| 2010/11 | TJ Sokol Spálené Poříčí |
| 2011/12 | TJ Chotěšov             |
| 2012/13 | TJ Přeštice             |
| 2013/14 | TJ Sokol Blovice        |
| 2014/15 | Sokol Losiná            |
| 2015/16 | TJ Chotěšov             |
| 2016/17 | Sokol Losiná            |
| 2017/18 | TJ Keramika Chlumčany   |
| 2018/19 |                         |